# Miltochrista minialis
Miltochrista minialis là một loài bướm đêm thuộc phân họ Arctiinae, họ Erebidae.